# Franz von Gaudy

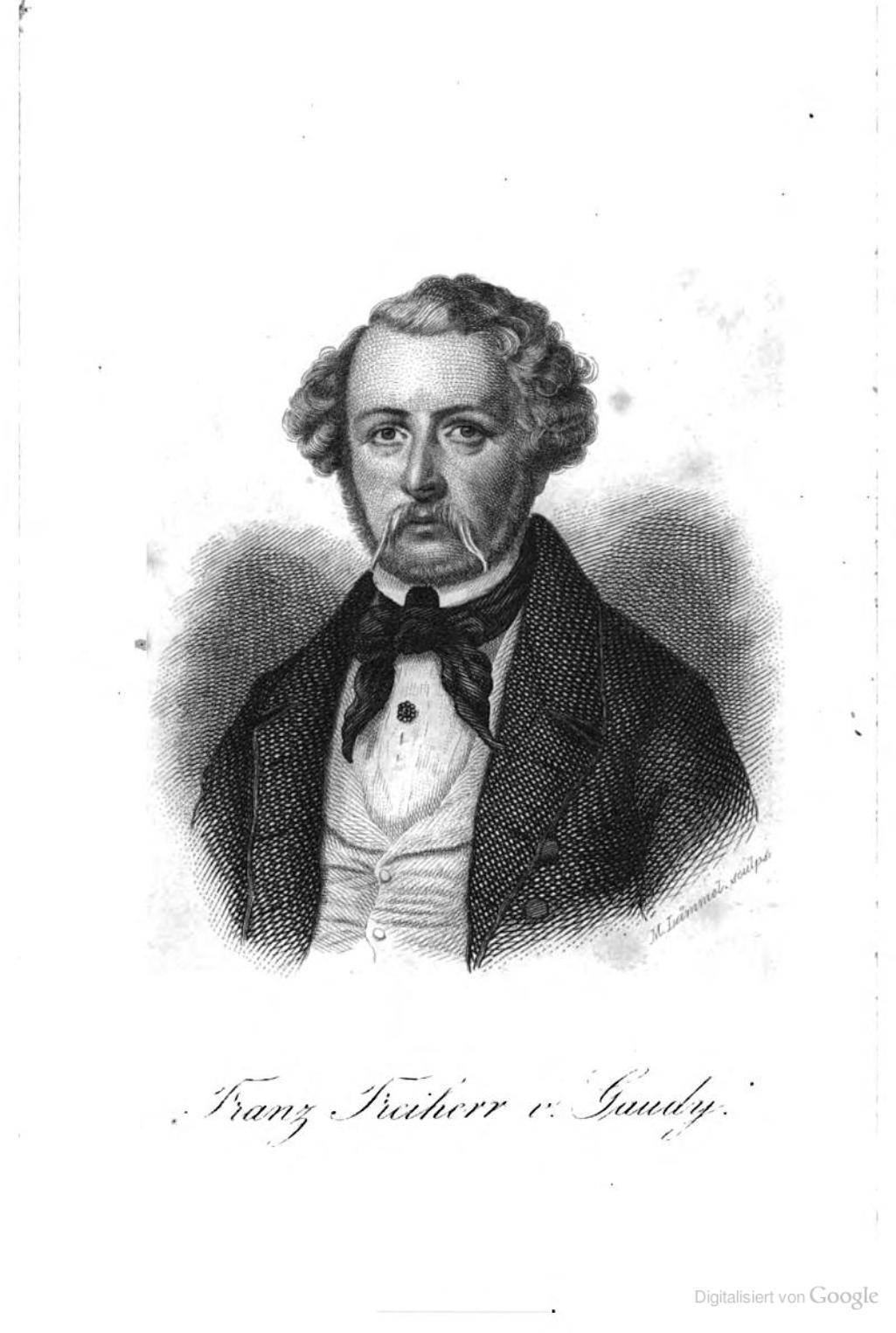
Franz von Gaudy (1800–1840)

Franz von Gaudy (* 19. April 1800 in Frankfurt (Oder); † 5. Februar 1840 in Berlin) war ein deutscher Dichter und Novellist.

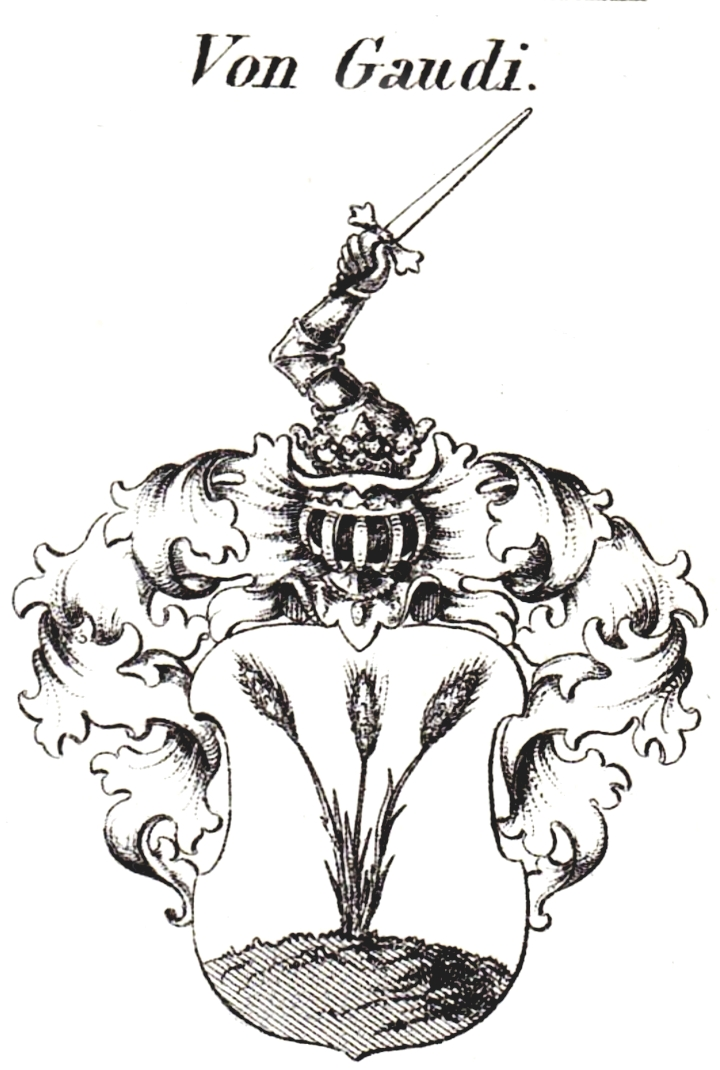
Wappen derer von Gaudi (Gaudy)

## Leben
Franz Bernhard Heinrich Wilhelm Freiherr von Gaudy stammt aus dem Preußischen Militäradel. Sein Vater war Friedrich Wilhelm Leopold von Gaudi (1765–1823), Adjutant des Generalleutnants Franz Kasimir von Kleist, ab 1799 Major im Regiment von August Wilhelm Hermann von Zenge in Frankfurt an der Oder, die beide als Taufpaten Gaudys firmieren. Seine Mutter war Gräfin Constantia Ottilie Franziska Johanna von Schmettau Pommerzig (1772–1817).
Von 1810 bis 1815 besuchte er das Französische Gymnasium in Berlin. Sein Vater war von 1809 bis 1813 Militärgouverneur des Kronprinzen, des späteren Friedrich Wilhelm IV. Dadurch kam er gelegentlich in die Gesellschaft des 4½ Jahre älteren Kronprinzen, woraus später fälschlich Gnadenerweise abgeleitet worden sind, z. B. wurde die in 15 Armeejahren mühsam verdiente geringe Pension als „kleine Zulage“ des Kronprinzen deklariert. Von 1815 bis 1818 war Gaudy Schüler in Schulpforta, eine für ihn sehr positive Zeit. Er wollte in Göttingen Jura studieren, aber sein Vater bestimmte ihn wegen der ‛Demagogischen Umtriebe’ an den Universitäten zur Armee.

## Die Armee-Stationen 1818–1833
- 1818–1821 Potsdam, 1. Garde-Regiment zu Fuß
- 1821–1825 Breslau/Brieg, 10. Infanterieregiment
- 1825–1830 Glogau, 6. Infanterieregiment.
- 1830–1833 Großherzogtum Posen, 6. Infanterieregiment.

Gaudy trat im Herbst 1818 ins 1. Garde-Regiment zu Fuß in Potsdam ein. Im Februar 1819 wurde er Fähnrich und im Oktober Seconde-Lieutenant (Offizier). Anfangs unterstützte ihn der Vater finanziell, was ihm nach dem Kauf des Gutes Görbitsch Garbicz und einem zweiten Eheschluss nicht mehr möglich war. Gaudy begann Schulden zu machen, sein Vater ließ ihn 1821 ins 10. Infanterieregiment (1. schlesisches), Garnison Breslau/Brieg, versetzen. Zunächst lebte er unbeschwert in Breslau, hatte engen Kontakt zum literarischen Kreis um Karl von Holtei (1798–1880), Theodor Brand (1796–1846) und Karl Schall (1780–1833), und begann mit der Publikation von Erzählungen und Gedichten in schlesischen Zeitschriften und Almanachen. Eine gänzliche Änderung der Situation bedeutete der dem Tod seines Vaters (1823) folgende Verlust des Erbes Gut Görbitsch 1825 aufgrund der damals herrschenden Finanz- und Agrarkrise. Das Gut wurde von der Familie von Risselmann erworben, in deren Besitz es bis 1945 blieb. Als armer Leutnant aus dem besitzlosen Adel war Gaudy nun zum Verbleib beim Heer gezwungen. Mangelnde Finanzen und viele Schulden waren ihm fortan ein Problem, seither siegelte er schwarz. 1824/25 erfolgte auch die Trennung von seiner Verlobten Jenny von Rochow (1806–1879), einer Verwandten von Caroline de la Motte Fouqué. Aus Brzeg, dem weiter südlich an der Oder gelegenen Standort des Füsilierbataillons seines Regiments, ist diese Schulden-Szene überliefert: Gaudy schlug einem Schneider, der ihn wegen seiner Schulden bis dorthin verfolgte, ihn bedrängte und auf Zahlung bestand, im Zorn ein Ohr ab.
Aufgrund dieses Vorfalls erfolgte 1825 im Frühjahr eine Festungshaft in Koźle und die Strafversetzung in das 6. Infanterieregiment nach Glogau. Hier „konnte er sich mit größerer Ruhe den Studien hingeben. Er trat mit mehreren geistvollen dortigen Gelehrten in Verbindung“ (Lebenslauf). Er lernte polnisch und war seither Polen im literarischen und politischen Kontext sehr nahe. 1827 gab es infolge eines Duells eine zweite Festungshaft, jetzt auf der Festung Silberberg (polnisch Twierdza Srebrnogórska). Gaudy war in seinem militärischen Leben an 12 Duellen beteiligt. Er schrieb weiter Gedichte und Prosa, auch kleine Lustspiele, die er Dramatische Bagatellen nannte. 1829 erschien bei C. Heymann in Glogau sein erstes Buch: Erato, eine Sammlung von 3 Teilen mit Widmungen: 1. Freud’ und Leid, Gedichte an Heinrich Heine, dessen Stil er nachbildet, 2. Wasserrosen, Prosa an August Blumröder, 3. Elegien an J. v. R., die ehem. Verlobte Jenny von Rochow.
1830 wurde das 6. Regiment wegen des polnischen Novemberaufstands ins Großherzogtum Posen verlegt, eine infolge der politisch-militärischen Unruhe sowie des von Osten unaufhaltsamen Vordringens der asiatischen Cholera schwierige Zeit mit häufig wechselnden Standorten. Es gelang noch 1832 die Publikation von Gedanken-Sprünge eines der Cholera Entronnenen, einer Sammlung satirischer Stücke (ohne Cholera-Bezug), deren wichtigste: Nachrichten von den allerneusten Schicksalen des Hundes Berganza., eine Weiterführung der Erzählung vom sprechenden Hund von Cervantes und E. T. A. Hoffmann und Gedankenspiele eines Drallenburger Unter-Lieutenants, ein bitterer Blick auf seine Armeezeit.

## Berlin 1834–1840
1833 nahm Gaudy den Abschied von der Armee, den er als „Evangelio meiner Menschwerdung“ verkündete und ließ sich in Berlin nieder. Er erhielt die nach 15-jähriger Armeezugehörigkeit übliche, sehr geringe Pension von 120 Talern jährlich; seinen Lebensunterhalt musste er als freier Schriftsteller erwerben. Zur literarischen Mittwochsgesellschaft fand er sofort Zugang, war eng befreundet mit Adelbert von Chamisso, den er bei der Herausgabe des Deutschen Musenalmanachs unterstützte, war gut bekannt mit Willibald Alexis, Joseph von Eichendorff, Eduard Ferrand, Friedrich de la Motte Fouqué, mit dem er seit 1823 Kontakt hatte, Otto Friedrich Gruppe, Hermann Kletke, Hermann Marggraff, August Kopisch, Franz Kugler, Arthur Mueller (1804–1866, sein Herausgeber) und Karl Streckfuß. Er publizierte 1834–1835 zunächst die noch in Armeezeiten entstandenen Werke und Übersetzungen: die Geschichte Polens von Julian Ursyn Niemcewicz; Geschichtliche Gesänge der Polen. ‒ Schild-Sagen, romantische Heroldsdichtung über Adelswappen. – Korallen, 3 Teile; Der Liebe Loos, Novelle um eine durch Liebe von einer wahnhaften Störung geheilten jungen Frau. Paulina, eine tragische, polnisch-russische Liebesgeschichte. Gedichte. ‒ Desengaño, Novelle, eine traurige Liebesgeschichte in Jornada I-V, in die 4 satirische Entremeses I-IV eingefügt sind, ein erfolgloses Werk. ‒ Die Übersetzung des altanglonormannischen Robert Wace, Roman von Rollo und den Herzogen der Normandie.
Seit 1832 benutzte Gaudy das „von“ im Namen nicht mehr; nur sein erstes Buch Erato trägt den Autorennamen „Franz Freiherr von Gaudy“, seither firmierte er als „Franz Freiherr Gaudy“, worauf er in einer späteren Selbstdarstellung (1837) direkt eingeht: „Vielleicht macht er sich nichts aus den drei ominösen Buchstaben, und will den Leuten bloß zeigen, daß er ein freier Herr sei und sich um Niemanden scheere.“  Er lehnte das Leben im adeligen Familienverband ab, hielt jedoch ein sehr enges Verhältnis zu seiner jüngeren Schwester Constance von Kalckreuth (1805–1876) auf Gut Schönborn (Kępsko) bei Züllichau (Sulechów), zentral in der Neumark gelegen, das für Gaudy von den Garnisonen in Glogau und im Großherzogtum Posen aus gut erreichbar gewesen war. Hier war er oft Gast zu Erholung und zu langen Arbeitsaufenthalten, zuletzt über Weihnachten und Neujahr 1839/1840. Die Schwester hütete einen Teil seines Nachlasses, aus dem 1863 die noch ungedruckte Novelle Baffetto veröffentlicht wurde, und aus dem sie dem Schriftsteller und Redakteur Ernst Ziel (1841–1921) Quellen zur Verfügung stellte.

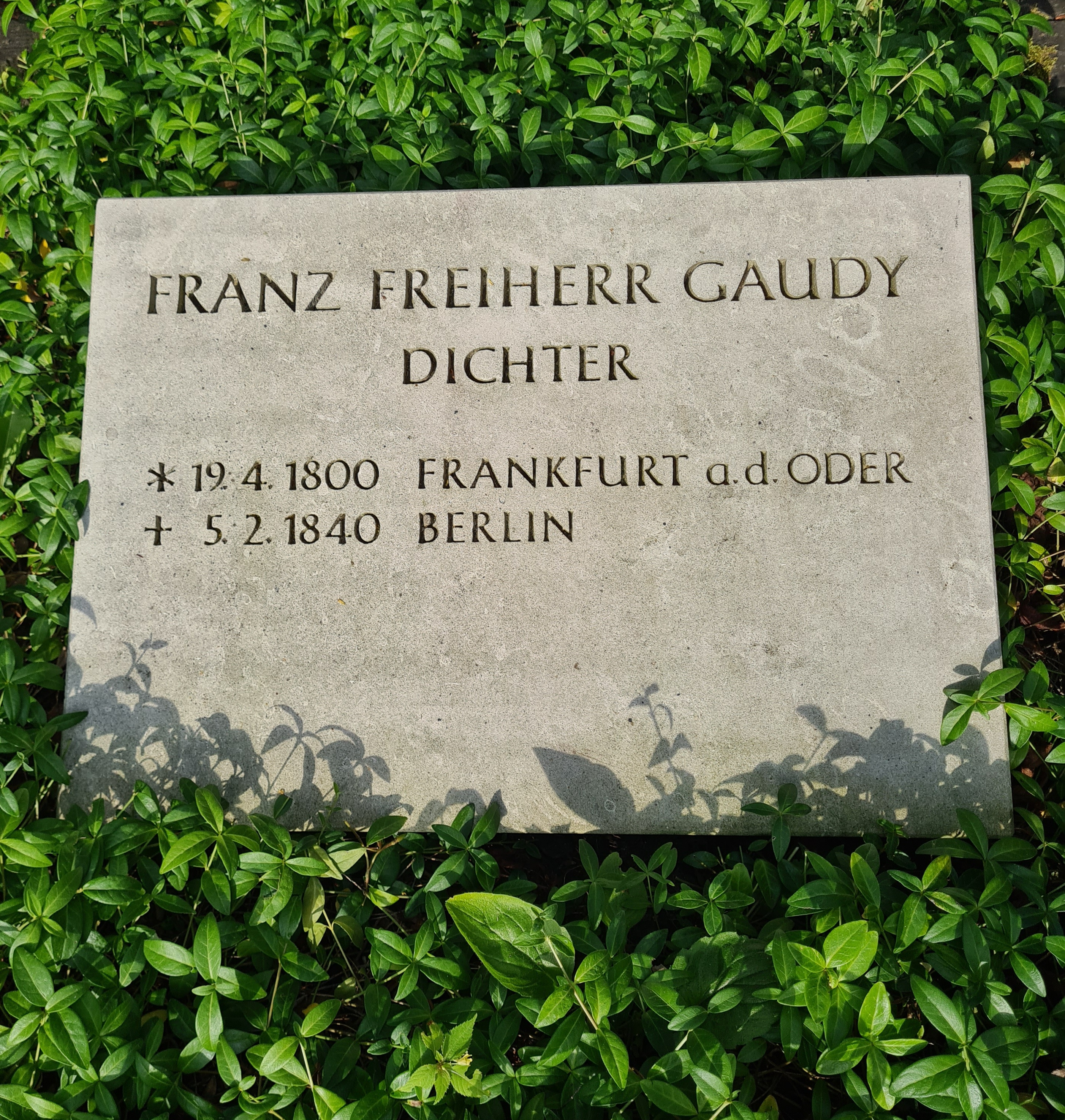
Kissenstein der Grabstätte Gaudys auf dem Friedhof Jerusalem und Neue Kirche I

In Schönborn schrieb er im Herbst 1834 die Kaiser-Lieder, ein Hymnus auf Napoleon Bonaparte, den er in der damals verbreiteten Napoleon-Verehrung als Heros des Jahrhunderts darstellt. Mit diesem Werk wurde Gaudy erstmals als bedeutender Autor wahrgenommen.
Rom war damals das große Ziel aller Künstler, aller Kultur- und Geisteswissenschaftler. Gaudys erste Italienreise erfolgte April bis August 1835 nach Rom, teils in Gesellschaft von Franz Kugler. 1836 erschien in Berlin die Beschreibung der Romreise: Mein Römerzug. Band 1: Hinreise: Besuch der Grabstätte von Jean Paul (Bayreuth), Lago Maggiore, Mantua, Bologna, die Apenninen, Florenz, die Campagna, Rom. Band 2: In Rom. Die großen historischen Stätten, Wanderungen in der Umgebung. Band 3: Abschied von Rom. Pisa, Florenz, Verona, Venedig. Er schildert in klassischen Reisebildern die Landschaft und ihre Bewohner, das Rom der antiken Bauten und Ruinen, die Museen, das römische Alltagsleben, den Vatican und die Welt der deutschen Künstler.
Eine weitere Frucht der ersten Italienreise war als Reaktion auf das 'Anti-Italien'-Buch von Gustav Nicolai: Italien wie es wirklich ist,  das heiter-satirische Aus dem Tagebuche eines wandernden Schneidergesellen, das realistisch die abenteuerliche Romreise eines geborenen Berliners schildert.
Im Sommer 1837 war eine Reise mit dem französischen Germanisten und Schriftsteller Xavier Marmier (1808–1892) nach Island geplant, die aber nicht zustande kam. Stattdessen besuchte Gaudy Schwaben und traf sich dort mit dem ihm von der Redaktionsmitarbeit am Deutschen Musenalmanach her bekannten Kreis: Gustav Schwab, Justinus Kerner, Paul und Gustav Pfister, Nikolaus Lenau sowie Edgar Quinet kennen. Schwaben gefiel ihm wegen der freundlichen, leichteren Lebensart gut und er fasste den Plan, sich dort niederzulassen. Im schwäbischen Kontext schrieb er vier Erzählungen.
Vor der zweiten Italienreise gab er 1838 Novellen und Skizzen  in Druck, die während seiner Abwesenheit 1839 erschienen; das war sein letztes Buch.
Die zweite Italienreise 1838–1839 führte über Turin, Neapel und Sizilien nach Rom, finanzieren konnte er sie mit Artikeln in Cottas Journalen. Diese Artikel stellte er als Portogalli. Reise- und Lebensbilder aus Italien. zusammen, starb jedoch während der Vorbereitung zum Druck, so dass sie erst 1844 in Band 5–6 der „Sämtlichen Werke“ erschienen. Die Reise führte vom Genfer See über Turin nach Neapel (mit Paestum und Capri), wo er den Tod Chamissos (21. August 1838) erfuhr, dem er ein berührendes Totengedicht schrieb.  Im Herbst 1838 bereiste er Sizilien von Palermo durchs Innere bis nach Syracus und an der Ostküste entlang bis Messina. Rom ist der 2. Band gewidmet, Gaudy schildert die antiken Stätten, das römische Leben, den Carneval, kirchliche Feste, umliegende Landschaften und Dörfer, die deutschen Künstler, darunter das Künstlerfest „Ponte Molle und Cervaro“, bei dem er als „Oberganymed“ die Versorgung mit Wein organisierte. Neben den Reiseartikeln schrieb er 8 italienische Erzählungen.
Nach der Rückkehr im Juli 1839 arbeitete er intensiv an seinen Publikationen. Er wollte seine gesammelten Werke herausgeben und Preußen endgültig verlassen, Berlin war ihm unerträglich geworden. Er plante eine Reise in den Süden Frankreichs und nach Algerien, von der er nicht mehr zurückkehren und sich endgültig in Schwaben niederlassen wollte.
Völlig unerwartet starb Franz von Gaudy am 5. Februar 1840 im Alter von 39 Jahren an einem Schlaganfall. Seine Grabstätte liegt auf dem Friedhof I der Jerusalems- und Neuen Kirchengemeinde, Eingang Zossener Str., am Halleschen Tor, Berlin-Kreuzberg. Sie befindet sich neben den kunstgeschichtlich bedeutenden Grabmälern seines Großonkels, des preußischen Staats- und Kriegsministers Leopold Otto von Gaudi (1728–1789), und dessen Tochter Marie (1768–1786) sowie des Generals Friedrich Wilhelm von Lüderitz (1717–1785), alle mit grober Überdachung vor Witterungseinflüssen geschützt.

## Künstlerisches Schaffen
Literarische Werke.
Gaudy schrieb Vers und Novelle/Erzählung, keine Romane, keine Dramen (außer drei kleinen Einaktern). Er übte sich früh an Vorbildern: Friedrich Schiller, E. T. A. Hoffmann, August Blumröder und Jean Paul, die meist zitierte Verbindung ist Heinrich Heine. Dann aber fühlte er sich „von jeder unfreien Produktivität frei“ (Lebenslauf).
Die Satire ist als wesentliches Element seiner Werke in Vers und Prosa durchgehend zu verfolgen, z. B. Die Statue (ein als Venus restaurierter Silen) oder Eϋςηxα (ein faltbarer Sarg als Rucksack des Soldaten) oder Das fünfzigjährige Jubiläum (eines Schulrektors), eine Biedermeier-Groteske. Sie ist in vielen Abschattungen bis zum Humor gegeben: Wo bleibtʼs? – das Geld (Gedichte. 2023, S. 64 f.)
Die Verskunst erscheint in Gedichten wie in Versepen und erzählenden Dichtungen. Eine ihm besonders wichtige Auswahl hat Gaudy selbst zusammengestellt. Sie ist nach Motivgruppen (Aus Italien, Nach Bildern, Vermischte Gedichte) und Gattungen (Lieder, Romanzen und Balladen, Terzinen) gegliedert. Er schrieb etwa 40 Bildgedichte, die ein künstlerisches Werk, meist Gemälde, beschreiben. Bedeutend sind die politischen Gedichte, die sich gegen veraltete Herrschaft, überlebte Form (als "Rococo" verachtet), Unfreiheit und Zensur richten, gipfelnd in der Kritik am politischen und geistigen Preußen im Vormärz: „Nur Luft und Wasser steuerfrei, / Und glücklich nur die Todten.“ (Das Märchen vom Schlaraffenlande).
Eine Reihe seiner Gedichte wurde als Kunstlied vertont, darunter von Wendelin Weißheimer (1838–1910) Die große Firma als Nachruf an Ferd. Lassalle.
Gaudy beherrschte alle Stile. Die Prosa enthält Erzählungen/Novellen aller Art: schlichte, heitere Unterhaltung: Die Fensterscheibe (1823, über einen armen Poeten), Die Lebensüberdrüssigen (1835, eine Molière-Anekdote), Die bayerische Kellnerin (1840, die sich am glücklichen Schluss als reiche Adelige erweist). Satirische Novellen geben kritische und realistische Bilder von Gesellschaft und Armee, historisierender Sprachstil beschreibt das schwäbische Leben. Einen wertvollen Komplex bilden die auf seinen Italienreisen entstandenen Venetianischen Novellen und italienischen Erzählungen. Es sind romantische Erzählungen nach märchenhaften Motiven (Antonello der Gondolier ‒ Die vertauschten Köpfe, Frau Venus ‒ die marmorne Braut, Canaletta ‒ die zaubernde Nixe, Der Liebeszauber), realistische Darstellungen des Volkslebens (Die Braut von Arriccia, Giannettino lʼIngrese), der deutschen Künstler (Das Modell, Der Deutsche in Trastevere) und des Untergangs des Adels (Villa Tornaquinci, Die Calvi, Die Verratenen). Sein letztes Buch, Novellen und Skizzen, vereint auf klassische Weise seine verschiedenen Stile: in Jugend-Liebe erscheint eine unschuldige, innige Seelenliebe als Genrebild im schwäbischen Milieu; dagegen steht als scharfe Don Juan-Satire Der moderne Paris  (ein Baron ist gleichzeitig Bräutigam von Großmutter, Mutter und Tochter). Der Schweizer-Soldat in Bologna bringt über die satirische Darstellung hinaus eine ernste, tiefe Armee-Kritik. Ludwiga bietet ein breites Gesellschaftsbild dieser Übergangszeit vom armen Auswanderer mit dem Handwagen unterwegs nach Odessa über die bürgerliche Stadt bis zum hohen prächtigen Schloß, dessen Herr der letzte Repräsentant alten Adels ist.
Künstlerisches Werk.
Gaudy hatte ein ausgeprägtes künstlerisches Interesse und eine starke graphische Begabung. Schon als Schüler vermochte er „sich mit den Kunstschätzen der Residenz [Berlin] zu befreunden – ein Umstand welcher auf seine spätere Geistesrichtung den entscheidendsten Einfluss ausübte“ (Lebenslauf). Seine lateinische Valediktionsarbeit in Schulpforta behandelte den Paragone, den Künstewettstreit: Warum eignet sich die Malerei besser als die Skulptur zur Darstellung heiliger Dinge. Die italienischen Reisebeschreibungen enthalten umfangreiche Kunstbetrachtungen und Künstlergespräche, des Weiteren zu nennen sind die Gedichte Nach Bildern und die Künstlernovelle Der Katzen-Raphael um den Berner Maler Gottfried Mind (1768–1814).
Gaudy besaß eine starke graphische Begabung, von seinem zeichnerischen Werk sind jedoch durch die Ungunst der Überlieferung nur die Karikaturen der Armeezeit überliefert. Auf den Italienreisen sind viele Zeichnungen entstanden, davon wurde 1934 ein Konvolut von 14 Originalzeichnungen, wohl meist aus der Zeit der zweiten italienischen Reise, in der Autographenhandlung J. A. Stargardt Berlin versteigert (Katalog 348), deren Nachweis Kriegsverlust ist.

## Wirkung
Bis zum Ende des 19. Jahrhunderts war Gaudy ein vielgelesener Autor, geriet danach aber in Vergessenheit. Theodor Heuß vermutet einen Einfluss Gaudys auf Julius Stindes Buchholzens in Italien. Rudi Schweikert hat eine Fülle von Zitaten und Motiv-Übernahmen aus Gaudys Werken bei Arno Schmidt nachgewiesen.
Seine Vaterstadt Frankfurt (Oder) ehrte Gaudy 1878 mit einer Gedenktafel an seinem Geburtshaus. Bis zum Epochenschnitt Weltkrieg I. war er sehr bekannt, wie in den zahlreichen Klassikerausgaben und den über 300tausend Heften von Reclams Universal-Bibliothek deutlich wird. In den 1920er und 1930er Jahren erschienen noch einige Ausgaben des Schneidergesellen und der Venetianischen Novellen. Nach dem Zweiten Weltkrieg war seine Bekanntheit nahezu erloschen.
2020, zum 220. Geburtstag Gaudys, begann das Erscheinen der Auswahlausgabe im Verlag Olms. Gaudy wurde in den Kanon des Kleist-Museums seiner Vaterstadt aufgenommen: neben Ewald, Alexander und Heinrich von Kleist sowie Friedrich und Caroline de la Motte Fouqué auch Franz von Gaudy.  2023 löschte die neue Direktion des Kleist-Museums aufgrund äußerst enger Auslegung der Stiftungssatzung Gaudy aus dem Kanon und nimmt ihn weder mit Autograph noch Erstausgabe weiter in die Sammlung auf.
2025 findet eine Ausstellung zu Franz von Gaudys 225. Geburtstag im Städtischen Museum Viadrina Frankfurt (Oder) statt, kuratiert von Doris Fouquet-Plümacher; der dritte Band der Auswahlausgabe und ein Ausstellungsbegleitband sind zu diesem Anlass erschienen. Die seit der Zerstörung von Frankfurts Innenstadt bei Kriegsende 1945 verloren geglaubte Gedenktafel von Gaudys Geburtshaus wurde im Archiv des Museums Viadrina wieder aufgefunden, zwar in 2 Teilen, aber dennoch mit dem Namen in Goldschrift gut erhalten. Im Rahmen der Netzwerkstatt Frankfurter Köpfe wurde am 23. Mai 2025 eine neue Gedenktafel Gaudys an einem nahegelegenen Haus angebracht.

## Grabstätte und Gedenken
Seit 1903 erinnert die Gaudystraße im Berliner Stadtteil Prenzlauer Berg an ihn.

## Werke (Auswahl)
- Erato. Heymann, Glogau 1829. (Digitalisat) Neue Ausg. (ohne Widmungen mit neuen Gedichten) Heymann, Berlin 1836.
- Gedanken-Sprünge eines der Cholera Entronnenen. Heymann, Glogau 1832. (Inhalt: Nachrichten von den allerneusten Schicksalen des Hundes Berganza. – Die Elb-Fahrt. – Lautes Klagelied der jetzigen Männer. – VormittagsPredigt, in einem leeren Theater abgehalten. – Die sechs Leidens-Stationen eines Bräutigams, auf dem Wege zum Traualtare. – Auto-Kritik. – Gedankenspiele eines Drallenburger Unter-Lieutenants. – Nachrede.) (Digitalisat)
- Schild-Sagen. Heymann, Glogau/Leipzig 1834. (Digitalisat)
- Korallen. Flemming, Glogau 1834. (Digitalisat)
- Desengaño. Novelle. Weidmann, Leipzig 1834. (Digitalisat)
- Kaiser-Lieder. Brockhaus, Leipzig 1835. (Digitalisat)
- Aus dem Tagebuche eines wandernden Schneidergesellen. Die Lebensüberdrüssigen. Zwei Novelletten. Weidmann, Leipzig 1836. (Digitalisat) Neue Ausg. 1871.
- Mein Römerzug. Federzeichnungen. 3 Teile. Enslin, Berlin 1836. (Digitalisat Erster Theil), (Zweiter Theil), (Dritter Theil)
- Portogalli. Reise- und Lebensbilder aus Italien. 2 Teile. Berlin, 1844. (Digitalisat)
- Berlinisches Bilderbuch. Gropius, Berlin 1836 (Heft 1), 1840 (Heft 2) Stahlstiche.
- Novelletten. Enslin, Berlin 1837. (Digitalisat)
- Lieder und Romanzen. Weidmann, Leipzig 1837. (Digitalisat)
- Venetianische Novellen. 2 Bände. Appun, Bunzlau 1838. (Digitalisat Band 1), (Band 2), darin u. a. Liebeszauber
- Novellen und Skizzen. Morin, Berlin 1839. (Digitalisat)
- Sämmtliche Werke. Herausgegeben von Arthur Müller. 24 Bände. Klemann, Berlin 1844. (Neue Ausgabe in 8 Bänden 1853)
- Frau Venus. Herausgegeben und mit einem Nachwort versehen von Heiko Postma. jmb, Hannover 2010, ISBN 978-3-940970-75-6
- Ausgewählte Werke. Herausgegeben von Doris Fouquet-Plümacher. Olms, Hildesheim.
  1. Band: Venetianische Novellen und italienische Erzählungen. 2020, ISBN 978-3-487-15849-5
  2. Band: Gedichte. 2023, ISBN 978-3-487-16089-4
  3. Band: Satire, Versdichtung, Novelle. 2025, ISBN 978-3-487-17040-4
- Canaletta. Die drei Schlangen. Mit Illustrationen von Rainer Ehrt und einem Nachwort von Doris Fouquet-Plümacher. Edition Schwarzdruck, Gransee 2022, ISBN 978-3-96611-022-8
- Aus dem Tagebuche eines wandernden Schneidergesellen. Mit Illustrationen von Rainer Ehrt. Nachwort von Doris Fouquet-Plümacher. Gransee: Edition Schwarzdruck 2023, ISBN 978-3-96611-031-0

## Übersetzungen
Gaudy hat aus mehreren Sprachen Versdichtung übersetzt, von hochpoetischer Lyrik über klassische Versepik bis zur einfachen Volkspoesie. Eine Übersicht steht in Gaudy: Ausgewählte Werke 2.
Polnisch:
- Geschichtliche Gesänge der Polen, von Jul[ian] Urs[yn] Niemcewicz, metrisch bearbeitet von Franz Freiherrn Gaudy. Weidmann, Leipzig 1833. (Digitalisat)[36]
- Gedichte von Adam Mickiewicz (1798–1855): Frau Twardowska, Die drei Budriß-Söhne, An M. In: Gedichte 2023, S. 109, 150.
- 5 polnische Volkslieder. In: Gedichte. 2023, S. 253–256.

Altokzitanisch:
- Wilhelm von St. Gregory / Bertran de Born: Sirve* nte. (Gaudy, Lieder u Romanzen, 1837, S. 211–213).
- Bertran de Born: Chanzo. (Gaudy: Lieder u Romanzen, 1837, S. 209f.)

Richard Löwenherz: Sirvente, Gefangenschaftslied. (Preußischer Volksfreund 1841, Nr. 35, S. 139). (Gaudy, Gedichte. S. 454f., 480.)
Altfranzösisch (Altanglonormannisch)
- Der Roman von Rollo und den Herzögen der Normandie von Robert Wace, normännischem Dichter des 12. Jahrhunderts. Nach der Ausgabe von Friedrich Pluquet metrisch bearbeitet. Flemming, Glogau 1835. (Digitalisat)[37]

(Pseudo-)Mittelfranzösisch
- Clotilde von Vallon-Chalys, Dichterin des fünfzehnten Jahrhunderts. Auswahl in freier Bearbeitung. Enslin, Berlin 1837. (Digitalisat)[38]

Französisch
- Béranger's Lieder: Auswahl in freier Bearbeitung von Adelbert von Chamisso und Franz Freiherrn Gaudy. Leipzig: Weidmann'sche Buchhandlung 1838. (2. Aufl. 1845). (Digitalisat)[39]
- Victor Hugo: Orientales. Paris 1829. Von diesen Gedichten über den griechischen Freiheitskampf hat Gaudy 5 übersetzt (Gaudy, Gedichte. 2023, S. 481).
- Xavier Marmier (1808–1892), Philologe, Reiseschriftsteller, übersetzte deutsche Literatur ins Französische und schrieb viel darüber in der Revue Germanique. Er besuchte 1833/34 Berlin, „la ville la plus littéraire et la plus scientifique de l’Allemagne“, lernte hier Gaudy kennen, der mindestens 9 Gedichte von ihm übersetzte (Gaudy, Gedichte. 2023, S. 481). Eine gemeinsam geplante Reise nach Island, deretwegen Gaudy in 4 Wochen Dänisch lernte, kam nicht zustande, wohl aber einige Gedichtübersetzungen ins Dänische (s. u.).
- Prosper Mérimée: Le Morlaque à Venise / Der Morlake in Venedig. Dieses Gedicht hat Gaudy aus Mérimées gefälschter, vorgeblich illyrischer Sammlung La Guzla übersetzt.[40]
- Anonymes Spottlied aus der Schweiz in französischem Dialekt über den Fürsten von Savoyen. (Preußischer Volksfreund 1842, Nr. 33. Gaudy, Gedichte. S. 458f.).

Italienisch
- 25 Toskanische Rispetti und 3 italienische Volkslieder. (Gaudy, Gedichte. 2023, S. 180–185, S. 375, S. 459f.).[41]

Dänisch
- Hans Christian Andersen: Sohn und Mutter. Landstreicher-Leben. (Gaudy, Lieder und Romanze. 1837, S. 225–228).
- Bernhard Severin Ingemann, Druck nicht ermittelt. (Gaudy, Gedichte. S. 459, 482.)